# 霧島市立牧之原小学校
霧島市立牧之原小学校（きりしましりつ まきのはらしょうがっこう）は、鹿児島県霧島市福山町福山にある市立の小学校。

## 概要
霧島市福山町の北西部に位置する小学校である。

## 沿革
- 1911年（明治44年） - 福山尋常高等学校牧之原分教場として設置。
- 1941年（昭和16年） - 牧之原国民学校と改称。
- 1974年（昭和49年） - 佳例川小学校と統合し、現在の場所へ移転。
- 1976年（昭和51年） - 福地小学校・比曽木野小学校を統合。
- 2005年（平成17年） - 国分市と姶良郡6町の新設合併に伴い、霧島市立牧之原小学校と改称。

## 著名な出身者・関係者
スポーツ選手
- 新鍋理沙 - 久光製薬スプリングス所属のバレーボール選手